# 埃爾斯沃思鎮區 (阿肯色州洛根縣)
埃爾斯沃思鎮區（英語：Ellsworth Township）是位於美國阿肯色州洛根縣的一個行政鎮區。

## 地方資料
埃爾斯沃思鎮區的面積為54.39平方千米，當中陸地面積為54.10平方千米，而水域面積為0.29平方千米。根據2010年美國人口普查的數據，當地共有人口701人，而人口密度為每平方千米12.89人。